# トラビス・イティエン
- トラビス・イーティーエン

トラビス・イティエン・ジュニア（Travis Etienne Jr., 1999年1月26日 - ）は、アメリカ合衆国ルイジアナ州ジェニングス出身のプロアメリカンフットボール選手。NFLのジャクソンビル・ジャガーズに所属している。ポジションはランニングバック。

## 経歴

### カレッジ
クレムソン大学では1年目の2017年シーズンから先発として活躍し、チーム最多となる766ラン獲得ヤードを記録した。
2018年シーズンは1,659ラン獲得ヤード、ディビジョン最多となる24のラッシングTDを記録するなどエースとして活躍し、チームのCFPナショナルチャンピオンシップ優勝に貢献した。シーズン終了後、ACC最優秀選手賞、ACC最優秀攻撃選手賞を受賞した。
2019年シーズン開幕戦でキャリアハイとなる205ラン獲得ヤードを記録し、続く試合でこれを更新する212ラン獲得ヤードを記録した。クレムソン大学のランニングバックが1試合200ラン獲得ヤード以上を3度記録したのは史上初であった。シーズン全体では1,614ラン獲得ヤード、19のラッシングTDを記録し、ACC最優秀選手賞、ACC最優秀攻撃選手賞を2年連続で受賞した。
2020年のNFLドラフトでの上位指名候補とされていたが、アーリーエントリーせずに大学に残留した。
2020年シーズンは914ラン獲得ヤード、14のラッシングTDを記録した。大学通算で4,952ラン獲得ヤードを記録し、ACCの最多記録を更新した。

#### 個人成績
| トラビス・イティエン | トラビス・イティエン | トラビス・イティエン | ラン | ラン  | ラン | ラン | ラン | ラン  | レシーブ | レシーブ | レシーブ |
| シーズン             | チーム               | GP                   | Att  | Yds   | Avg  | Lng  | TD   | Y/G   | Rec      | Yds      | TD       |
| -------------------- | -------------------- | -------------------- | ---- | ----- | ---- | ---- | ---- | ----- | -------- | -------- | -------- |
| 2017                 | クレムソン           | 13                   | 107  | 766   | 7.2  | 81   | 13   | 63.8  | 5        | 57       | 0        |
| 2018                 | クレムソン           | 15                   | 204  | 1,658 | 8.1  | 75   | 24   | 110.5 | 12       | 78       | 2        |
| 2019                 | クレムソン           | 15                   | 207  | 1,615 | 7.8  | 90   | 19   | 107.7 | 37       | 432      | 4        |
| 2020                 | クレムソン           | 12                   | 168  | 914   | 5.4  | 72   | 14   | 76.1  | 48       | 588      | 2        |
| 通算                 | 通算                 | 55                   | 686  | 4,952 | 7.2  | 90   | 70   | 90.0  | 102      | 1,155    | 8        |

### ジャクソンビル・ジャガーズ
| 5 ft 10+1⁄8 in (178 cm) | 215 lb (98 kg) | 30+1⁄8 in (77 cm) | 9+3⁄8 in (24 cm) | 4.45 s | 1.56 s | 2.50 s | 33.5 in (85 cm) | 10 ft 8 in (3.25 m) | 18 回 |
| All values from Pro Day |                |                   |                  |        |        |        |                 |                     |       |

2021年のNFLドラフトにて、全体25位でジャクソンビル・ジャガーズから指名され、その後4年総額1,290万ドルのルーキー契約を結んだ。大学時代のチームメイトのトレバー・ローレンスもこのドラフトでジャガーズから全体1位指名されており、再びチームメイトとなった。
2021年シーズン開幕前、プレシーズンマッチのニューオーリンズ・セインツ戦で左足のリスフラン関節を損傷して無期限離脱となり、手術を受けてシーズンを全休した。
2022年シーズン、開幕戦となった第1週のワシントン・コマンダース戦でNFLデビューを果たした。第7週のニューヨーク・ジャイアンツ戦では114ラン獲得ヤード、キャリア初となるラッシングTDを記録した。
2023年シーズンは全試合に先発出場し、1,008ラン獲得ヤード、11ラッシングTDを記録した。
2024年4月29日、チームから5年目の契約オプションを行使された。